# Flädie landskommun
Flädie landskommun var en tidigare kommun i dåvarande Malmöhus län.

## Administrativ historik
När 1862 års kommunalförordningar började gälla inrättades över hela landet cirka 2 400 landskommuner, de flesta bestående av en socken. Därutöver fanns 89 städer och 8 köpingar, som då blev egna kommuner.
Flädie landskommun bildades då i Flädie socken i Torna härad i Skåne. 
Vid kommunreformen 1952 bildade den storkommun genom sammanläggning med de tidigare kommunerna Borgeby och Fjelie.
Den utvidgade Flädie kommun existerade inte fram till nästa generella kommunreform, utan år 1963 gick hela området upp i dåvarande Lomma köping, sedan 1971 Lomma kommun.
Kommunkoden 1952-1962 var 1223.

### Kyrklig tillhörighet
I kyrkligt hänseende tillhörde kommunen Flädie församling. Den 1 januari 1952 tillkom Borgeby församling och Fjelie församling. 2000 lades dessa samman att bilda Bjärreds församling.

## Geografi
Flädie landskommun omfattade den 1 januari 1952 en areal av 38,26 km², varav 37,96 km² land.

### Tätorter i kommunen 1960
I Flädie landskommun fanns tätorten Bjärred, som hade 856 invånare den 1 november 1960. Tätortsgraden i kommunen var då 33,1 procent.

## Politik

### Mandatfördelning i valen 1938-1958
| 6 | 3 | 2 | 4 |

| 13 |

| 8 | 7 |

| 14 |

| 6 | 9 |

| 13 |

| 17 | 7 | 11 |

| 34 |

| 17 | 10 | 8 |

| 33 |

| 15 | 7 | 10 | 3 |

| 33 |